# Bibimbap
Bibimbap (kor. 비빔밥, dosł. „mieszany ryż” lub „mieszane danie”) – popularne danie kuchni koreańskiej.
Bibimbap to ryż z warzywami, wołowiną i jajkiem, przyprawiony pastą z papryczek chili. Jedna z wariacji tej potrawy, dolsot-bibimbap (돌솥 비빔밥), podawana jest w gorącej kamiennej misie, do której dodawane jest surowe jajko.